# Marc Gagnon
Pour les articles homonymes, voir Gagnon.
Marc Gagnon (né le 24 mai 1975) est un patineur de vitesse sur piste courte canadien-français. Cet athlète québécois a remporté cinq médailles olympiques. Il est membre du temple de la renommée olympique du Canada.

## Biographie
Marc voit le jour à Chicoutimi, dans la région du Saguenay–Lac-Saint-Jean, au Québec. Il commence le patinage à l'âge de trois ans. À 15 ans, il se qualifie pour l'équipe nationale. Deux ans plus tard, il remporte son premier championnat du monde. Son frère Sylvain, son aîné, est sa source de motivation dès ses premières poussées sur la glace, lui-même étant patineur de vitesse élite.
Il est cinq fois médaillé olympique.
Il est récipiendaire, en 2002, de la Médaille d'honneur de l'Assemblée nationale et, en 2006, de la Médaille de l'Assemblée nationale.
En 2010, il intègre l'équipe d'entraineurs du centre régional de short-track à Montréal, où se trouvent les juniors. Il devient entraîneur en chef du centre régional en 2014 et garde ce rôle jusqu'en 2021.
En 2021, il devient assistant entraîneur de l'équipe canadienne de short-track, avec Sébastien Cros en entraîneur prinicipal. Ils inversent leurs rôles en 2024.

## Palmarès

### 2002
- Jeux olympiques de Salt Lake City : 
  - or : 500 m
  - or : relais
  - bronze : 1 500 m

### 2001
- Championnat du monde
  - or : 1 500 m
  - 2e : 3 000 m
  - 4e : 500 m
  - 3e au classement mondial
  - Champion du monde par équipe

### 2000
- Championnat du monde :
  - Champion du monde par équipe.

### 1998
- Jeux olympiques de Nagano:
  - or : relais
  - 4e : 500 m aux Jeux olympiques
- Championnat du monde 
  - Titre de champion du monde
  - Titre de champion du monde par équipe
  - or : 1 000 m
  - or : 1 500 m
  - or : relais

### 1997
- Championnat du monde:
  - or : 1 500 m
  - argent : relais
  - bronze : 3 000 m
  - 4e : 500 m
  - 4e : 1 000 m
  - 2e au classement mondial.

### 1996
- Championnat du monde
  - Titre de champion du monde
  - Titre de champion du monde par équipe
  - or : 1 500 m
  - argent : 1 000 m
  - argent : 3 000 m
  - argent : relais – Champion du monde.

### 1995
- Championnat du monde :
  - Champion du monde par équipe
  - 2e au classement mondial

### 1994
- Jeux olympiques de Lillehammer :
  - bronze : 1 000 m
- Championnat du monde :
  - Champion du monde
  - 2e au Championnat du monde par équipe
  - or : 1 000 m
  - argent : 1 500 m
  - bronze : 3 000 m
  - bronze : relais

### 1993
- Championnat du monde : 
  - Titre de champion du monde
  - or : 1 000 m
  - argent : 500 m
  - bronze : 3 000 m
  - 6e : 1 500 m